# Szmaragd (typ jachtu)
Szmaragd – typ jachtów żaglowych produkowanych (głównie na eksport) pod koniec lat 60. i w latach 70. XX wieku, w Gdańskiej Stoczni Jachtowej STOGI, obecnie noszącej nazwę Stocznia Jachtowa im. J. Conrada Korzeniowskiego w Gdańsku.

## Charakterystyka
Szmaragd to niezbyt duży, ale dzielny, pełnomorski jacht żaglowy, przewidziany dla 5 osób.
Pierwszym jachtem z serii był Szmaragd otwierający serię takich samych, wykonanych w całości z drewna, jachtów należących do typu Szmaragd I. Jachty typu Szmaragd I miały dębowy szkielet, mahoniowe poszycie oraz pokład z drewna tekowego.
Jachty typu Szmaragd II oraz Szmaragd III miały już kadłub wykonany ze zdobywającego coraz większą popularność laminatu poliestrowo-szklanego.

## Jachty typu Szmaragd
Lista sporządzona na podstawie

### Jachty typu Szmaragd I
- Szmaragd (III PZ-20, POL-20, Gdynia) – pierwszy z serii (1967 r.), armator: AKM przy WSM
- Misia II (POL-235) – zwodowany w 1969 r., właściciel: Zakłady Mechaniczne ZAMECH w Elblągu, obecnie w prywatnych rękach
- Amar (III PZ-58, POL-17, Gdynia) – zwodowany w 1970 r., armator: Centrum Wychowania Morskiego ZHP
- Almares (III PZ-59, POL-159, Gdańsk) - armator: AKM Gdańsk, później przemianowany na Ewa II
- Almatur (III PZ-67, POL-167, Gdańsk) - armator: ZG AZS Warszawa
- Santa Maria (III PZ-53, POL-253, Gdańsk) - armator: MJKM Neptun
- Ślimak II (III PZ-13, POL-213, Gdynia) - armator: YK Stal Gdynia

### Jachty typu Szmaragd II
- PIK II – właściciel: Ośrodek Szkolenia Żeglarskiego Marynarki Wojennej, nr rej.: POL 241

W opublikowanym przez PRS Rejestrze Jachtów Morskich, aktualnym na dzień 28 lutego 2013 r., wymieniony jest tylko jeden jacht typu Szmaragd, jest to PIK II.

## Osiągnięcia
Na bazie typu Szmaragd III został zaprojektowany Mazurek, jacht, na którym Krystyna Chojnowska-Liskiewicz jako pierwsza kobieta na świecie, samotnie opłynęła kulę ziemską dookoła.
W czerwcu 1990 r. jacht Misia II jako pierwsza polska jednostka pływająca od zakończenia II wojny światowej, w brawurowym rejsie przepłynął z Elbląga na Bałtyk przez będącą pod ścisłą kontrolą ZSRR Cieśninę Piławską.